# Lipniak (gmina Suwałki)
Lipniak – wieś w Polsce położona w województwie podlaskim, w powiecie suwalskim, w gminie Suwałki.
W latach 1975–1998 miejscowość należała administracyjnie do województwa suwalskiego.